# Vladas Douksas
Vladas Douksas Klimite (Montevideo, 14 de marzo de 1933 - Montevideo, 23 de noviembre de 2007) fue un futbolista uruguayo, integrante del seleccionado que obtuvo la Copa América 1959 en Ecuador. Jugó en equipos uruguayos y argentinos en las décadas de 1950 y 1960.

## Trayectoria
Douksas (Vladas Daukšas Klimaitis en lituano) nació en Montevideo en 1933. Fue el primero de los tres hijos de Vaclavas y Emilia, inmigrantes lituanos que arribaron a Uruguay en 1927. Cuando tenía dos años se mudó con su familia del Cerro a Capurro, barrio donde se crio.
A los trece años comenzó a jugar en Fénix Juniors, equipo de fútbol infantil de su barrio. En 1950 y con diecisiete años firmó contrato con el Centro Atlético Fénix. En 1953 fue transferido a Rampla Juniors donde jugó hasta 1959. En 1960 pasó a Independiente de Argentina, equipo con el que obtuvo el Campeonato de Primera División de 1960. Regresó a Uruguay para jugar en el Club Nacional de Football, salió campeón uruguayo de fútbol en 1963 y jugó la final de la Copa de Campeones de América 1964 que Nacional perdió ante Independiente, su anterior equipo. Pasó a Danubio y en 1967 regresó a Argentina para integrarse a Colón, donde tuvo un breve pasaje.
Con la selección uruguaya «Vlayo», como también era conocido, debutó el 8 de marzo de 1959. Jugó seis partidos del primer Campeonato Sudamericano de 1959 en Argentina y marcó tres goles, pero Uruguay terminó sexto entre siete equipos. En ese mismo año jugó cuatro partidos del segundo Campeonato Sudamericano de 1959 en Ecuador. El 19 de junio de 1966 disputó su último partido con la selección, en la que jugó 33 veces y marcó tres goles.
Como director técnico tuvo breves pasajes por Fénix, Huracán Buceo y Uruguay Montevideo.

## Clubes
| Club           | País      | Año       |
| -------------- | --------- | --------- |
| Fénix          | Uruguay   | 1950-1953 |
| Rampla Juniors | Uruguay   | 1953-1959 |
| Independiente  | Argentina | 1960-1961 |
| Nacional       | Uruguay   | 1961-1965 |
| Danubio        | Uruguay   | 1966      |
| Colón          | Argentina | 1967      |

## Títulos

### Campeonatos nacionales
| Título                        | Club          | País      | Edición |
| ----------------------------- | ------------- | --------- | ------- |
| Primera División de Argentina | Independiente | Argentina | 1960    |
| Primera División de Uruguay   | Nacional      | Uruguay   | 1963    |

### Copas internacionales
| Título       | Selección            | Sede    | Edición |
| ------------ | -------------------- | ------- | ------- |
| Copa América | Selección de Uruguay | Ecuador | 1959    |